# Dominique Dyens
Dominique Dyens (* 3. Oktober 1958) ist eine französische Schriftstellerin.

## Leben
Nach ihrem Studium arbeitete Dyens mehr als 15 Jahre in der Werbung für französische und internationale Firmen. In dieser Zeit begann sie auch mit dem Schreiben und konnte bald schon erfolgreich als Autorin reüssieren.
Derzeit (2011) lebt Dyens zusammen mit Ehemann und drei Kindern in Paris.

## Werke (Auswahl)
als Autorin
- Éloge de la cellulite et autres disgrâces. Nouvelles caustiques. Le Grand Livre Du Mois, Paris 2006, ISBN 2-286-01931-2.
- Délit de fuite. Roman. d’Ormesson, Paris 2008, ISBN 978-2-35087-103-5.
- Die Blumenkinder von Sariette. Roman („C’est une maison bleue“). Hoffmann & Campe, Hamburg 2004, ISBN 3-455-01592-1.
- Die Affäre der Madame Salernes. Roman („La femme éclaboussée“). Dtv, München 2005, ISBN 3-423-20820-1.
- Maud à jamais. Roman Denoël, Paris 2003, ISBN 2-207-25318-X.
- Intuitions. Roman. d’Ormesson, Paris 2011, ISBN 978-2-35087-162-2.

als Herausgeberin
- Flottes automobiles. Journal de l’institut du management des véhicules d’entreprises, Jg. 1 (1994) ff. ISSN 1956-273X.
- Corporate travel management. La guide annuel des déplacements professionels, Jg. 1 (1993/94) ff. ISSN 1774-9484.